# Caryomyia hirtiglobus
Caryomyia hirtiglobus är en tvåvingeart som beskrevs av Gagne 2008. Caryomyia hirtiglobus ingår i släktet Caryomyia och familjen gallmyggor. Inga underarter finns listade i Catalogue of Life.